# ورزشگاه سنت یاکوب پارک
سنت ژاکوب پارک (سوئیس: St. Jakob Park، انگلیسی: St James Park) ورزشگاهی در شهر بازل سوئیس است. تیم اف‌سی بازل در این ورزگاه بازی می‌کند. «جاگلی (Joggeli)» آنگونه که به آن لقب داده‌اند، هم‌اکنون گنجایشی از ۳۹٬۰۰۰ صندلی دارد. الیته قرار است ظرفیت آن برای یورو ۲۰۰۸ که توسط سوئیس و اتریش میزبانی می‌شود، به ۴۲٬۵۰۰ نفر افزایش یابد. ورزشگاه به چهار بخش A، B، C و D تقسیم شده که هر بخش یک سمت کامل از ورزشگاه است. سنت ژاکوب پارک انصافاً ورزشگاه جدیدی است؛ کار ساخت آن ۲۲ آذر ۱۳۷۷ آغاز شد. اولین بازی برگزارشده در آن، ۲۵ اسفند ۱۳۷۹ بود. گنوسنشافت اس.جی. پی صاحب رسمی ورزشگاه است، و خود ورزشگاه توسط بازل یونایتد اداره می‌شود. حدود ۲۲۰ میلیون فرانک سوئیس برای ساخت ورزشگاه هزینه شده‌است. ۳۲ فروشگاه درون ورزشگاه و در ۳ طبقه گوناگون وجود دارند. هم‌چنین دو رستوران به نام‌های «رستوران UNO» و «نوشگاه ورزشی هت‌تریک» هست. پارکینگ ورزشگاه در دو طبقه فضای کافی برای ۶۸۰ ماشین را دارد. با اتوبوس، واگن برقی و قطار می‌توان به ورزشگاه دسترسی داشت (ورزشگاه، ایستگاه قطار مخصوص دارد).
ورزشگاه توسط یوفا جایزه ۴ ستاره را دریافت کرده‌است. این رده بیش‌ترین مقدار ستاره‌ای است که می‌تواند به ورزشگاهی با چنین اندازه‌ای داده شود.
در سال ۲۰۰۶ پس از مسابقه بین اف‌سی بازل و اف‌سی زوریخ شورشی بیرون ورزشگاه رخ داد.
برای یورو ۲۰۰۸ سنت ژاکوب پارک ۶ بازی را میزبانی خواهد کرد که عبارت‌اند از سه بازی گروهی که افتتاحیه را نیز شامل می‌شود، دو بازی یک چهارم پایانی و یک بازی نیمه‌پایانی.